# Károlyi Árpád (botanikus)
Károlyi Árpád (Szerbia, Pribinic, 1907. március 13. – Nagykanizsa, 1972. május 16.) vegyészmérnök, botanikus.

## Életpályája
1907. március 13-án, született Pribinic szerb településen, amely akkor az Osztrák–Magyar Monarchia fennhatósága alá tartozó Bosznia-Hercegovina Banja Luka területének délkeleti körzetéhez tartozott. Édesapja, Károlyi Árpád (1875–1929) erdőmérnök makói származású volt, édesanyja, Rozmann Erzsébet (1879–1945) pedig felvidéki családból, a ma Selmecbányához tartozó Szélaknáról (Wirdschaft) származott. Károlyi Árpád Pribinicen, az akkor fontos erdőrendezési központban töltötte élete első évtizedét, mely a Solila-hágótól (868 m) keletre, az Usora patak völgyében, a Borja-hegység északi részén feküdt. 
A természet, a növények szeretetét még apja oltotta belé gyermekkorában. A szerb nyelvterületen töltött gyermekkor magával hozta egyrészt a kétnyelvűséget, más kultúrák elfogadását, tiszteletét, másrészt meghatározta az egész életre szóló öntevékeny képzést, tanulást, az autodidakta tevékenységeket is, mivel szülőhelyén magyar iskola nem lévén, elemi iskolai ismeretekre édesanyja tanította magyar nyelven, majd vizsgáit Temesváron tette le. A család Budapestre a világháborús események forgatagában került, 1917–1925 között már itt folytatta gimnáziumi tanulmányait, és alapozta meg természettudományos és humán műveltségét.
Gimnáziumi tanulmányai után a budapesti Műegyetem vegyészmérnöki szakára iratkozott be. Kedvelte a matematikai, fizikai, kémiai tárgyakat, különösen a hozzájuk kapcsolódó gyakorlati ismeretek vonzották. Így a gimnáziumban és a Műegyetemen szerzett tudását műszerészsegédi képesítés megszerzésére fordította, melynek segítségével már el tudott helyezkedni, és nyolc éven keresztül az újpesti Phöbus villanytelepen dolgozott műszerészként. Utána öntevékeny, kísérletező természete révén gazdálkodással próbálkozott, sajnos kevés sikerrel. Ilyen előzmények után került 1938-ban kőolajbányászati munkahelyére, állást vállalva Kerettyén az akkori MAORT-nál (Magyar–Amerikai Olajipari Rt.), a Dunántúli Ásványolajtermelő Vállalat jogelődjénél. Először Lasztonyára, – ahol állása mellé lakást is kapott –, majd innen Nagykanizsára került. A vállalatnál nemcsak alkalmazhatta korábbi műszerészi képességeit, de lehetősége nyílt új ismeretek elsajátítására is (gázkémiai, gázfizikai, adatfeldolgozási módszerek, stb.). Új munkahelyén rövid időn belül a rétegnyomásmérő csoport vezetője lett, majd amikor a cég az irodákat és a laboratóriumot Nagykanizsára helyezte át, 1941-ben megkapta a Központi Műszaki Dokumentáció rétegfizikai részlegének irányítását is.
Rétegnyomásmérések miatt már a kezdetektől rendszeresen kijárt a termelő kutakhoz), ezen útjai során egyre jobban megismerve a tájat, az embereket, élőhelyeket. Eközben; kora tavasztól késő őszig a természetet, erdőket-mezőket járva ismét felújult természet-, növényszeretete és 1943-tól elkezdett botanizálni is. A florisztikai munka, a megfigyelés, növénygyűjtés, tudatos herbáriumkészítés, általában a növényismeret végül egész életére meghatározó céllá terebélyesedett.
Magánéletének első szakasza nem volt felhőtlen. Saját leírása szerint első két házassága rosszul sikerült, ezért inkább megváltás volt a kemény szakmai munka, egészen az 1950-es évekig. Később élete rendeződött; találkozott a Mihályiból (Győr–Moson–Sopron megye) származó Vass Katalinnal (1904–1985), akivel 1951. október 15-én házasságot kötött. A házasságból gyermek nem származott, de a megértő, egymást segítő, támogató boldog családi viszony több mint két évtizedig döntően befolyásolta Károlyi életét és tevékenységét, munkabírását, az úgynevezett "természetbúvár" munkásságának kiterebélyesedését. Természetszeretetének kibontakozásban nagy szerepe volt, hogy 1949-től igen szoros, szakmai és baráti kapcsolatot ápolt az akkor fiatal botanikussal, Pócs Tamással, akinek a segítségével életének legfontosabb botanikai munkáit tette közzé.
Később egészségi állapota romlásával, 1967-ben nyugállományba vonult, részben "lezárta életének olajkutató szakaszát", és betegeskedve, továbbra csak a dédelgetett botanikai munkásságát próbálta rendezni egészen az 1972. május 16-án Nagykanizsán, 65 éves korában bekövetkezett haláláig.

## Munkássága
Károlyi Árpád megszerzett ismereteivel két két különböző területen is végzett kutatásokat: az olajbányászat és a botanika területén.
Halála után hagyatékát többen is feldolgozták, vagy ismertették munkásságát, így az olajbányászati munkásságáról 1996-ban Buda Ernő, 2000-ben pedig Benedek Miklós és Buda Ernő. Botanikai kutatásairól pedig 1996-ban Benedek Miklós, 1997-ben és 1999-ben Lencsés Gábor, 2000-ben Benedek Miklós és Buda Ernő, 2005-ben pedig Kovács J. Attila közöltek publikációkat.

## Kőolajbányászat
Részt vett többek között a MAORT budafapusztai olajmezejének első kőolaj- és földgáz kútjai beindításában, részt vállalt a Gráf László vezette kutatócsoport munkálataiban, a rétegfizikai csoport működtetésében majd vezetésében, műszerkarbantartási eljárások fordításában, telepnyomásmérések értékelésében, adatfeldolgozásában, a telepnyomástérképek szerkesztésében. E témakörökben számos tanulmányt dolgozott ki, melyekre mérnök elöljárói – Binder Béla, Kassai Lajos és Szilas A. Pál – is többnyire támaszkodtak.

## Botanikai kutatásai
Botanikai kutatásai kezdetének az 1943-as év tekinthető, a lispei olajmező térségében a Ganajos-oldalon ekkor találta meg a kakasmandikót (Erythronium dens-canis), melyet később számos felfedezés követett, így többek között a Zákány-őrtilosi dombsoron a hármaslevelű szellőrózsa (Anemone trifolia), a pofók árvacsalán (Lamium orvala), vagy a szentgyörgyvári hegy kőhídján a pikkelypáfrány (Cetrach officinarum). Kutatásai kezdetén, Tomor Pál geológus mérnök beajánlotta egykori egyetemi kollégájának, Boros Ádám botanikusnak, aki további jeles botanikus kutatókkal (Jávorka Sándor, Soó Rezső, Csapody Vera, Andreánszky Gábor) és intézményekkel (Természettudományi Múzeum, Füvészkert) hozta kapcsolatba. Évtizedekig széleskörű szakmai levelezést folytatott a korszak magyar kutatóival (Boros Ádám, Jávorka Sándor, Csapody Vera, Andreánszky Gábor, Soó Rezső, Pócs Tamás, Kárpáti István, Zólyomi Bálint, Horvát Adolf Olivér, Simon Tibor, Borhidi Attila, Priszter Szaniszló, Pénzes Antal, Vörös László Zsigmond, Horánszky András, Timár Lajos, Kiss Árpád, Böszörményi Zoltán, Szabó Pál Zoltán, Visnya Aladár). Terepi florisztikai munkásságának első eredményeit 42 évesen közölte Botanikai megfigyelések Nagykanizsa környékén (Borbasia, 1949) címen.

## Főbb munkái
- Botanikai megfigyelések Nagykanizsa környékén (Borbasia, 1949)
- Adatok Délnyugat-Dunántúl flórájához Savaria Vasmegyei Múzeumok Értesítője 2: 43-54. (Pócs Tamással)
- Dél-Zala érdekes és gyógyító növényeiről (A nagykanizsai Thúry György Múzeum jubileumi évkönyve 1919-1969. pp.: 429-454.
- Délnyugat-Dunántúl flórája (1968–1975)